# Aclytia reducta
Aclytia reducta là một loài bướm đêm thuộc phân họ Arctiinae, họ Erebidae.